# HORIZON (漫画)
『HORIZON』（ホライズン）は、菊田洋之による日本の漫画。千葉県を舞台にしたラグビー漫画で、『週刊少年サンデー』（小学館）で連載された。主人公が「中途半端な自分」を変えようとラグビー部に入部し、その目的のために奮闘する姿を描く物語。

## あらすじ
中船橋高校1年生の榊光は弱い自分を変えるため、ラグビー部に入部。厳しい先輩にもまれながら悪戦苦闘の日々が続く。

## 登場人物
榊 光（さかき ひかる）
中船橋高校1年生。ラグビー部員。身長163センチメートル、体重52キログラム。ポジションは当初はフッカーだったが、後に高い判断力を買われてスクラムハーフとなる。初期は臆病な性格で何事も中途半端な人間だったが、稲垣との出会いで常に全力で生きることを決意して成長する。精神的に追い込まれると潜在能力を発揮するタイプで並外れた瞬発力を持っている。
県大会決勝の私船との試合で中船橋高校が10年間、私船相手に決められなかったトライを決める。
稲垣 徹（いながき とおる）
中船橋高校3年生。ラグビー部キャプテン。ポジションはフルバック。中船ラグビー部には監督が居ないため、指導者も兼任している。児童養護施設の出身であり、自分をラグビーを通して力強く育てた恩師の母校である中船橋高校に入学したという経歴の持ち主。その際に私立船橋のスカウトを辞退している。光にとってその中途半端な態度を叱責すると同時に彼の成長を暖かく見守る先輩である。
ラガーマンとして結果こそ残せなかったが、中船橋高校を県下二位の強豪に育て上げ、恩師の母校を立て直すことには成功している。卒業後は進学して教育学部に進む予定らしい。
直江（なおえ）
中船橋高校2年生。ラグビー部員。ポジションはスタンドオフ。バックス・リーダーである。私船との交歓試合で他の部員達と共に自分達の弱さと甘えを痛感して死に物狂いで努力する様になり、心身共に成長する。
小牧（こまき）
中船橋高校2年生。ラグビー部員。ポジションはフォワード。過去に電車で痴漢の冤罪を被された時、南雲と都子に助けられたことがあり、それがきっかけでラグビー部に入った。
南雲（なぐも）
中船橋高校2年生。ラグビー部員。ポジションはフォワード。身長193センチメートル。小牧と一緒に行動していることが多い。
華山 力（はなやま ちから）
中船橋高校2年生。身長163センチメートルの光と同じ位の体格をしている。登場当初は相撲部員であり、中学時代は有名な選手で自分より大きな相手を投げ飛ばすことが出来る技術を持った実力者である。だが、体格とパワーを重んじる鬼頭島監督の方針で相撲部内で邪魔者扱いされて孤立していたが、自分の信念に従って部活が終わってからも一人で懸命に自主練習を積んでいた。光を始めとしたラグビー部の応援を背に相撲部に対して三番勝負を挑み、主将には惜敗したが、己の意地を見せ付けた後に相撲部を退部する。その後、光の誘いでラグビー部に入部する。稲垣から上述の勝負で見せた実力から期待されており、私船との交歓試合で活躍する。相撲部時代の経験から精神的に強い。
片桐 祐樹（かたぎり ゆうき）
中船橋高校1年生。中学時代は企業がスポンサーをしている陸上のクラブチームに所属し、100mなら中学では敵無しで、高校生相手でも関東で一、二を争うほどの名スプリンターだった。しかし、表彰されても笑顔を見せず「速く走ってタイムを縮めて、それが一体何だ」という捨て台詞を吐いたことで周囲との軋轢が生じ、陸上から離れてしまった。高校に入ってからは帰宅部で、各運動部に競走の勝負を挑む道場破りのようなことをしていた。他者との繋がりを求めてラグビー部に入った。
葛西 都子（かさい みやこ）
中船橋高校3年生。ラグビー部の美人女子マネージャーで、部員達から「都子姐さん」と呼ばれている。普段は裸眼だが、マネージャーとして活動している時には眼鏡をかけていることが多い。
ヒロミ
中船橋高校。漫画家の兄からの頼みでラグビーの写真を取る目的で私立船橋学園ラグビーの追っかけである友人達と菅平高原に訪れた際、光達と出会う。当初は「汗臭い」、「野蛮」とラグビーを嫌っていたが、光の特訓に出くわしたことで興味を持つ様になる。勝気で意地っ張りな性格で自分が中船ラグビー部が好きなことを認めたがらない。おまけに奇行に走ってしまうことが多い。後に中船橋ラグビー部のマネージャーとなる。長い黒髪の美少女でそれを活かして有能な部員を獲得しようとしている。作中で中船ラグビー部の部員と同じ中船高校の人間として会話をしている場面が無く、私船の山城との絡みが多い。
追出（おいで）
中船橋高校の陸上部監督。片桐の才能に惚れ込み、彼を陸上の世界に戻そうと説得している。だが、竜角寺学園戦で初めてトライを決め、仲間達と喜んでいる彼の姿を見て諦める。
小山内（おさない）
二十世紀学園ラグビー部員。2年生。小学生に間違われる程に小柄な体格であるが、短気で非常に喧嘩が強い。半年前に二十世紀学園に転校して来た。前の学校でラグビー部だったが、暴力事件を起こして出場停止になった罪悪感からラグビーをやることに抵抗を感じていたが、高杉を始めとした部員達の優しさに救われてラグビーを再び始めた過去を持っている。
高杉（たかすぎ）
二十世紀学園ラグビー部員。小山内と対照的に非常に背が高い。女好きで関西弁で喋る。心優しく包容力に溢れた好漢である。
藤井（ふじい）三兄弟
竜角寺学園ラグビー部員。3人共おネエ喋りである。
山城 篤志（やましろ あつし）
私立船橋学園1年生。ラグビー部。ラグビーの強豪校である同校で唯一1年生で一軍のレギュラーを張っている。光のライバルで彼の熱意を認めている。中船ラグビー部を見下す私船の部員の中で唯一彼らの努力を理解している。菅平高原で彼の特訓に居合わせ、ボールを投げることが上手くいかない彼にアドバイスをする。
広川 智士（ひろかわ さとし）
私立船橋学園。ラグビー部キャプテン。稲垣とは児童養護施設時代からの幼馴染であり、常に自分よりも上に居た彼に対してコンプレックスを持っている。稲垣以外の中船ラグビー部の部員を見下している。
猪塚（いのづか）
私立船橋学園ラグビー部監督。私船のスカウトを辞退した稲垣の才能を勿体無く思っている。稲垣以外では光の才能に注目している。
榎本 美沙（えのもと みさ）
光の中学時代の学級委員長。中学時代から光に想いを寄せている。出番は光の回想とラスト付近と少ないが、本作のヒロインである。超がつくほどの生真面目な性格で、ズケズケ物を言うことから、男子生徒からは「鉄の女」と揶揄され敬遠されていた。また、光にとって自身の優柔不断さから傷付けてしまった相手であり、ずっと気にしていた存在でもある。現在は外国に住んでいるが、馴染めずに心臓の病気を理由に日本に帰ってきた。孤独に対する恐怖から手術を受ける勇気が持てなかったが、再会した光の試合を観戦し、成長した彼の懸命な姿を目の当たりにしたことで手術を受ける決意をする。
茂木 圭介（もてぎ けいすけ）、脇坂（わきさか）
光の小学校からの友人であり、共に中舟橋高校に進学した2人。2人で登場することが多い。

## 書誌情報
- 菊田洋之『HORIZON』 小学館〈少年サンデーコミックス〉、全7巻
  1. 2001年9月18日発売 ISBN 4-09-126271-6
  2. 2001年11月17日発売 ISBN 4-09-126272-4
  3. 2002年1月18日発売 ISBN 4-09-126273-2
  4. 2002年3月18日発売 ISBN 4-09-126274-0
  5. 2002年6月18日発売 ISBN 4-09-126275-9
  6. 2002年8月9日発売 ISBN 4-09-126276-7
  7. 2002年10月18日発売 ISBN 4-09-126277-5